# Fuligo septica
Fleur de tan
Espèce
Fuligo septica, la Fleur de tan, est une espèce de Mycétozoaires, autrefois classée dans la catégorie polyphylétique des Myxomycètes, de couleur allant généralement du blanc au jaune orangé, assez fréquente dans les sous-bois humides et sur les matières végétales en décomposition. Cet organisme a une distribution mondiale.

## Systématique et dénominations

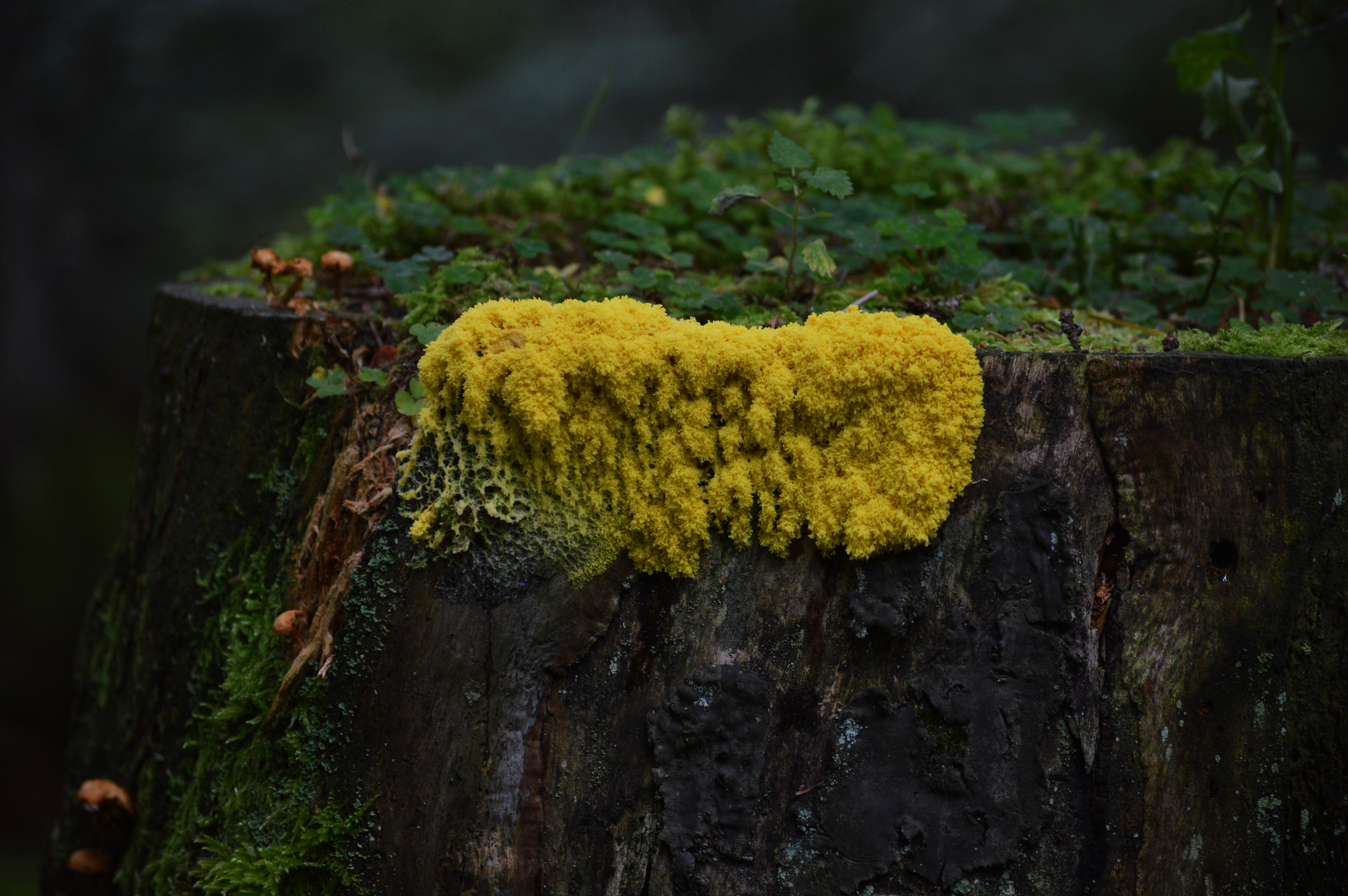
Plasmode de Fleur de tan

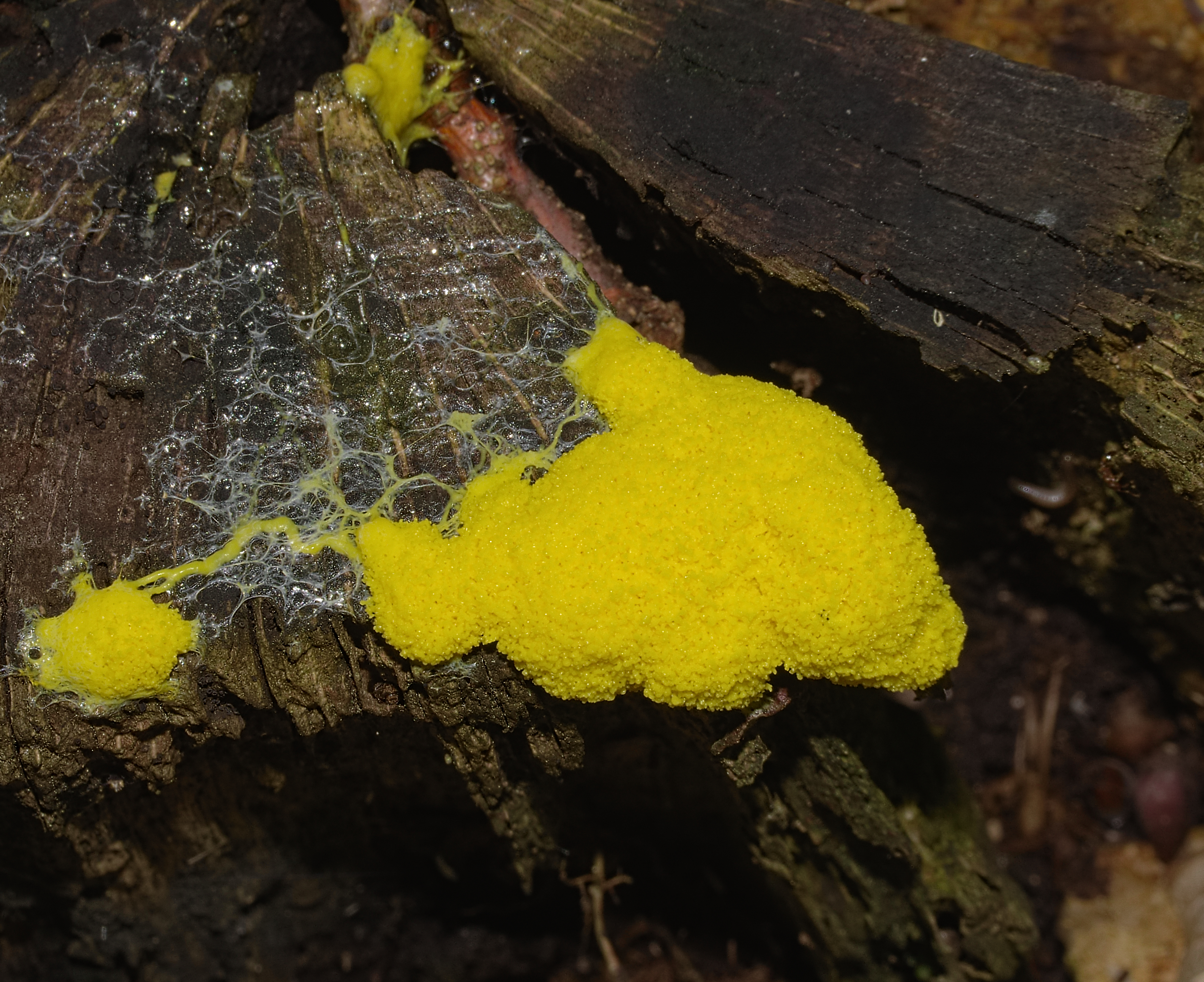
Plasmode et son réseau de veines (Allemagne)

La première description de cette espèce a été faite par un botaniste français Jean Marchant en 1727. Il lui donna le nom de Fleur de tan et la classa dans le groupe des éponges. Linné l'a par la suite nommée Mucor septicus en 1763 ; son nom actuel lui a été donné en 1780 par le botaniste allemand Friedrich Heinrich Wiggers qui l'a déplacé dans le genre Fuligo.
F. septica doit son nom français vernaculaire, « fleur de tan », au fait qu'il était souvent observé se développant sur le tan humide, après son utilisation en tannerie. En référence à sa morphologie, il est parfois également nommé « vomi de chien ».

### Liste des variétés
Selon Index Fungorum, sont reconnues ces différentes variétés :
- Fuligo septica var. flava ;
- Fuligo septica var. septica : variété type.

De nombreuses variétés basées sur la couleur de l'organisme ont été publiées. Toutefois, ces distinctions variétales ont été remises en question. Les variétés laevis (lisse et brillante), lapislazulicolor (azurée) et rosea (rose) ne sont aujourd'hui plus reconnues. Quant aux variétés candida (blanche) et rufa (rouge), elles ont été élevées au rang d'espèce, sous les noms Fuligo candida et Fuligo rufa.

## Description

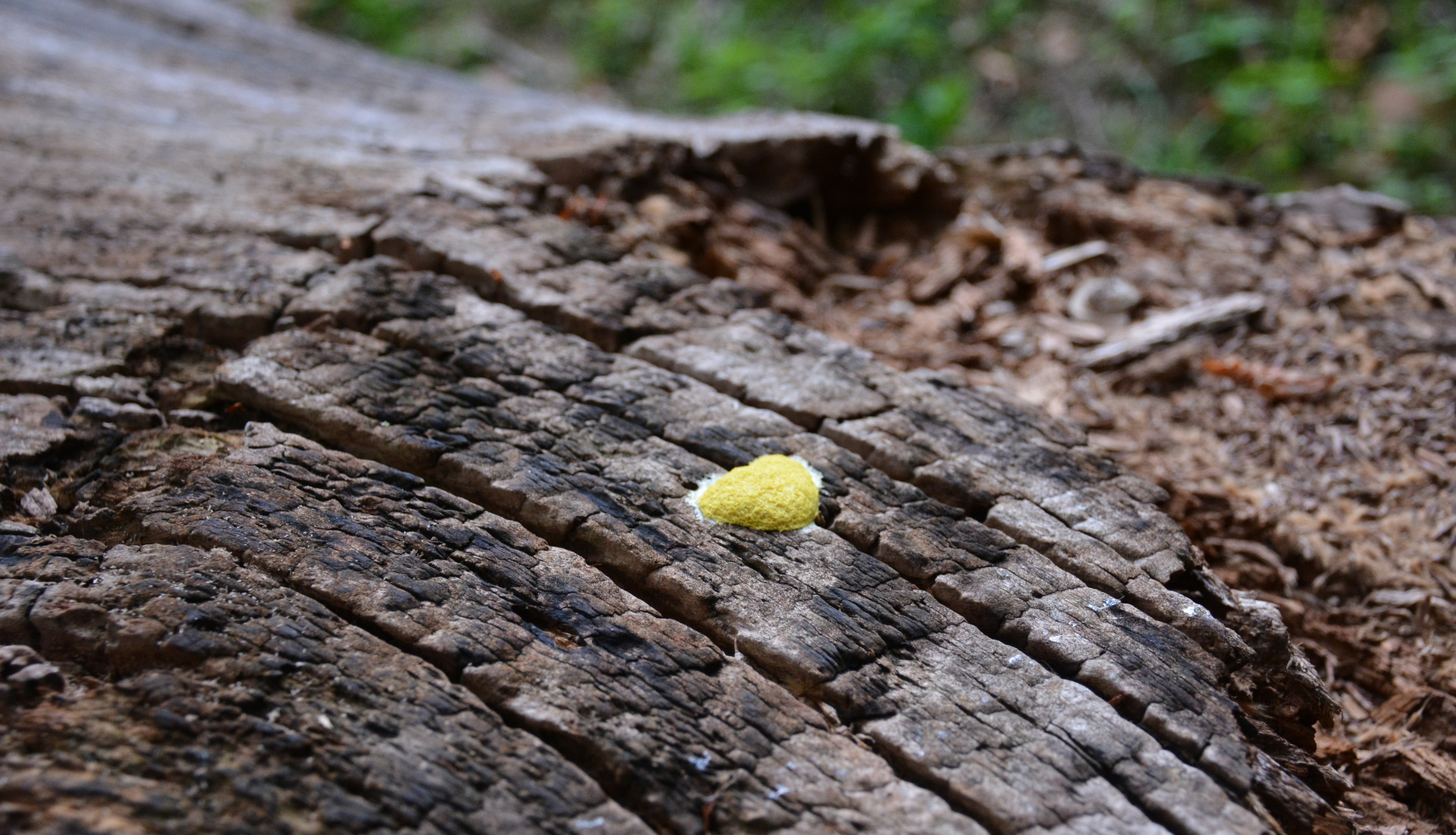
Plasmode de Fleur de tan (Lille, France)

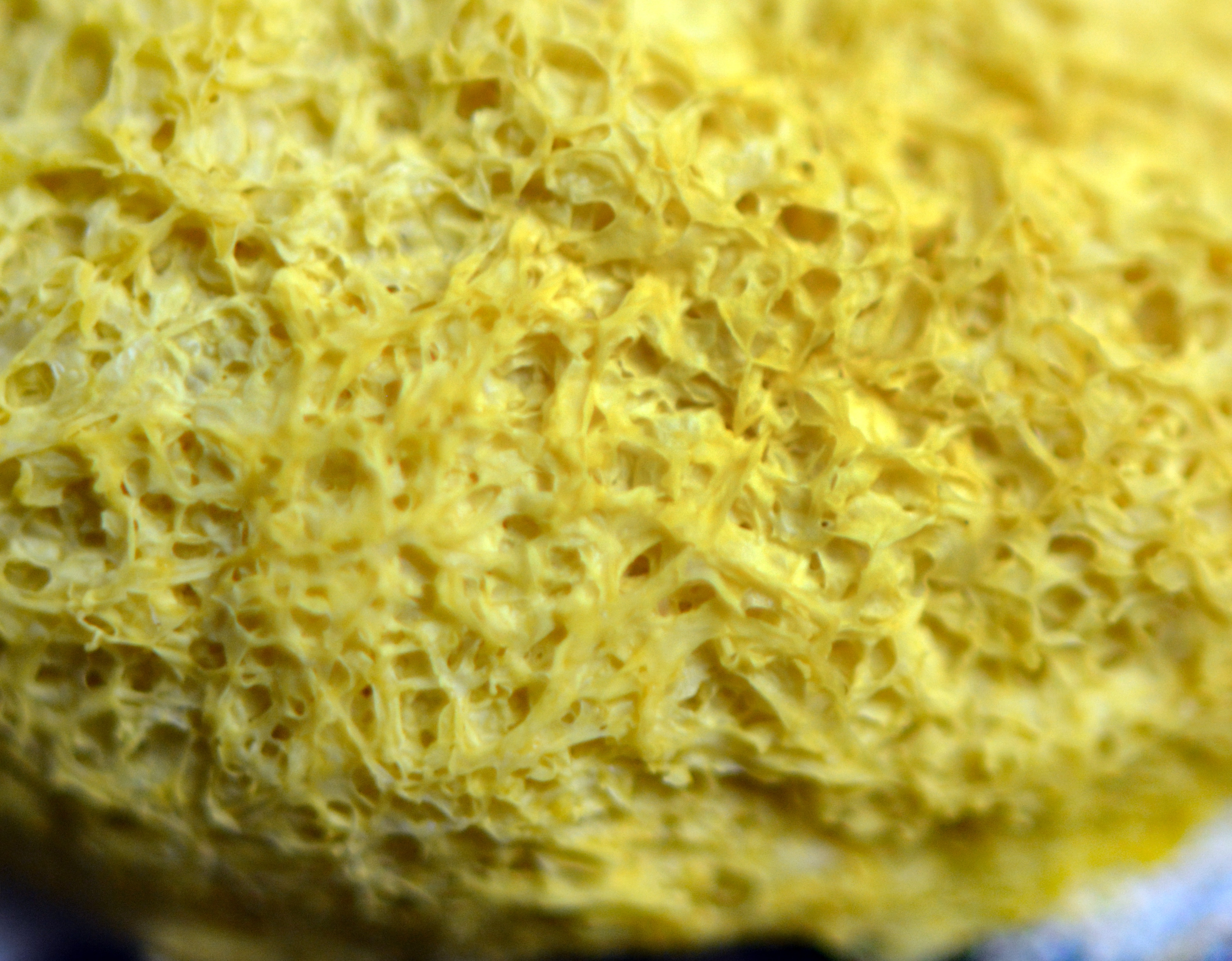
Vue raprochée d'un plasmode (Lille, France)

La fleur de tan adopte la forme d'une masse molle allant le plus souvent du jaune vif au gris, se durcissant avec l'âge et devenant pulvérulente. Initialement jaune (pour la variété type) à l'extérieur, elle noircit progressivement à l'intérieur. Sa taille varie de 2,5  à   20 cm de diamètre, et 1  à   3 cm d'épaisseur. Le réseau de veines et la couleur de cet organisme peuvent évoquer un blob (Physarum polycephalum), mais sa pulvérulence le discriminera. De même, il peut exister des risques de confusion entre certaines formes diversement colorées de F. septica avec des plasmodes tels que Mucilago crustacea, qui est blanc ou même avec des espèces parasites comme Nectriopsis violacea qui change la couleur du plasmode en violet.
Dans des cas exceptionnels, les plasmodes de Fuligo septica peuvent atteindre des dimensions spectaculaires. Un spécimen de 55 × 76 cm a été observé en avril 2016 dans le Texas sur un paillage d'écorces broyées; il est considéré comme le plus grand observé jusqu'à présent dans le monde.

## Biologie

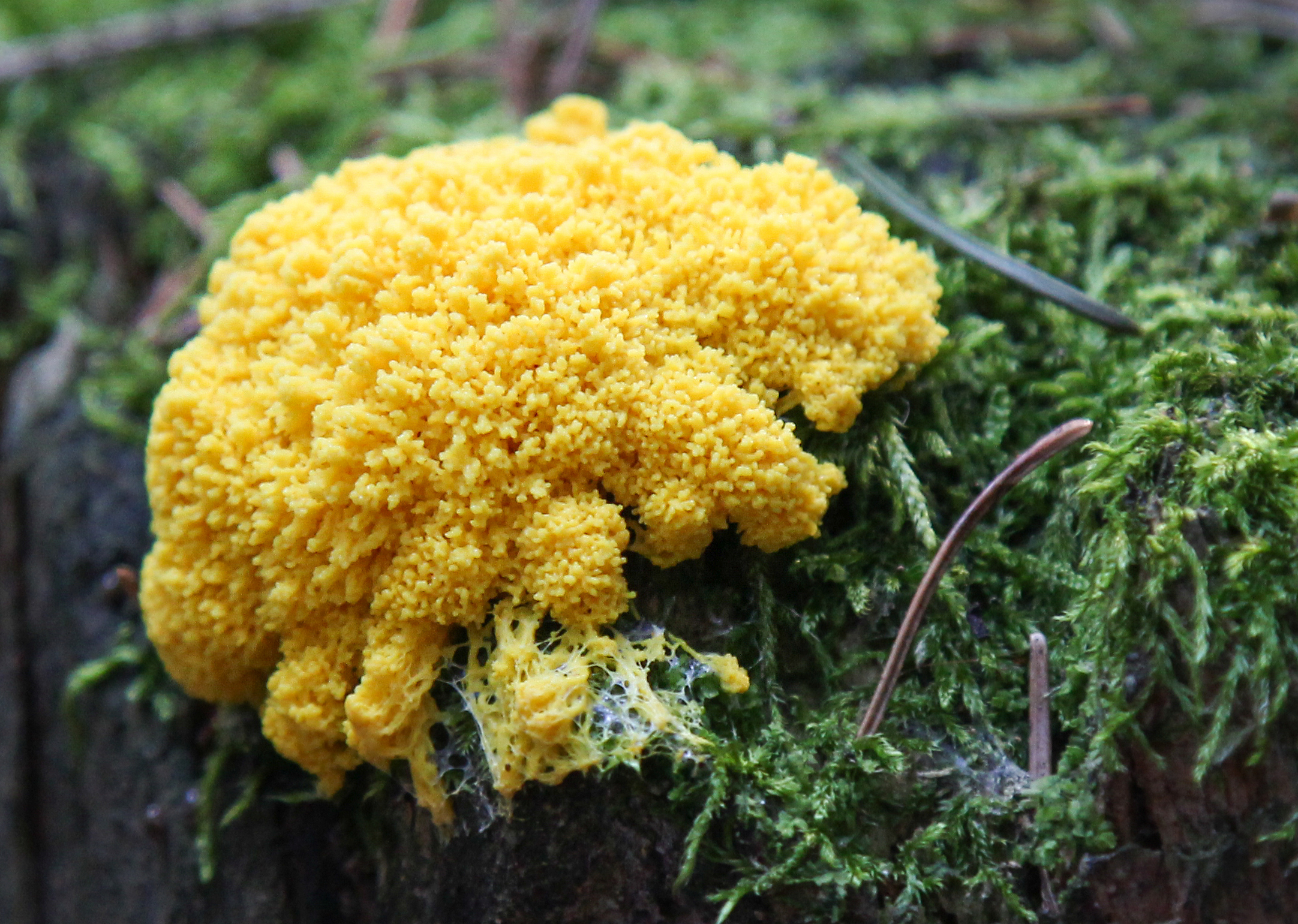
Fructification (aethalium) de la Fleur de tan

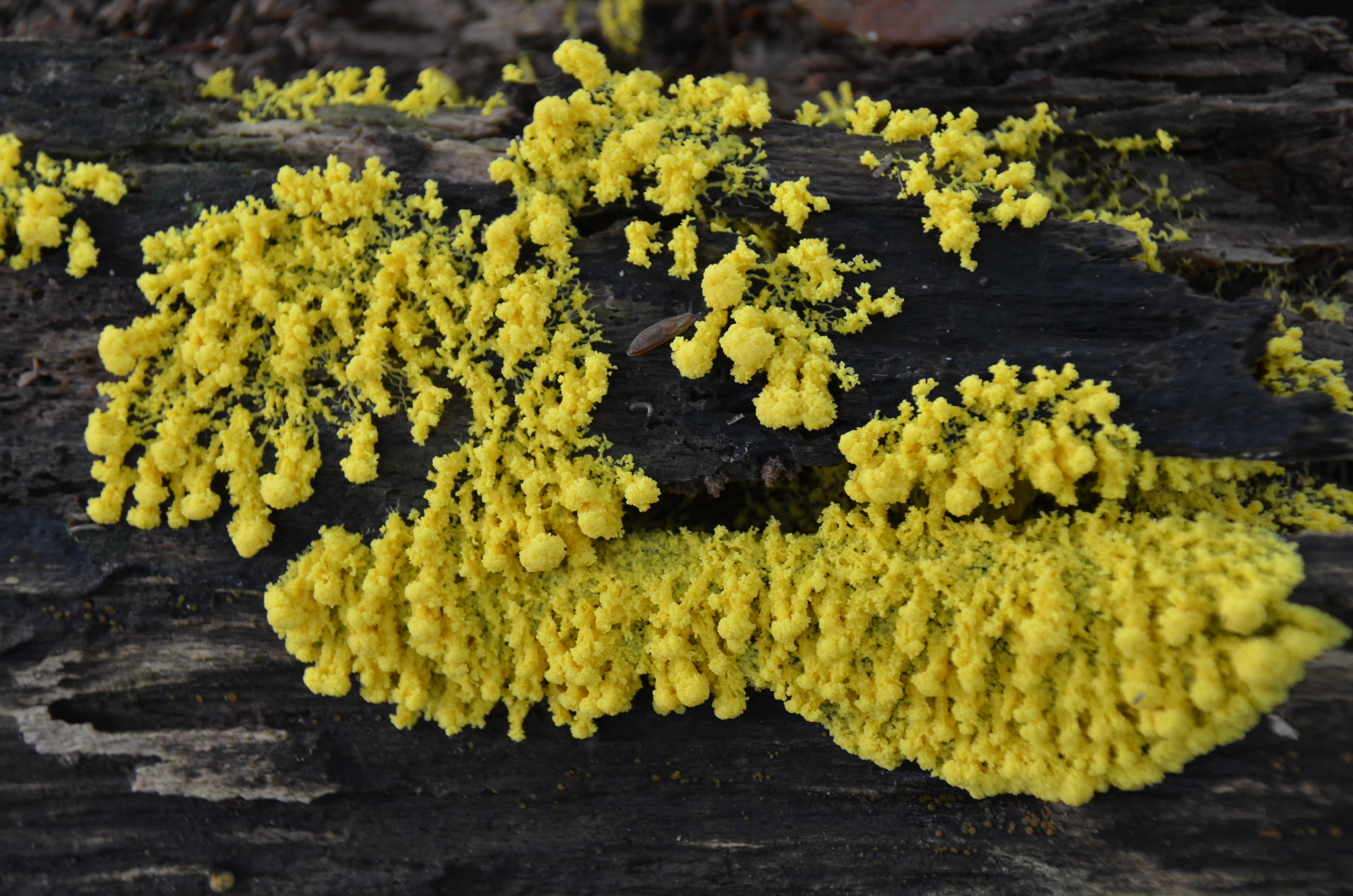
Appareil fructifère (aethalium) de Fuligo septica (Royaume-Uni)

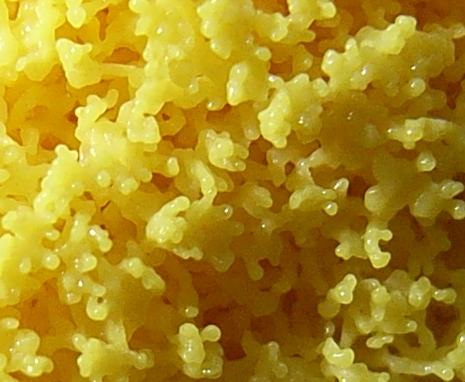
Pulvérulence jaune de l'aethalium

Comme de nombreux Mycétozoaires, les cellules de Fuligo septica s’agrègent pour former un plasmode se déplaçant par des mouvements amiboïdes à la recherche de nutriments. Ce plasmode peut, dans certaines conditions, se transformer en aethalium ressemblant à une éponge ; cette structure, ayant la même fonction que la fructification des champignons, se mélanise (devient noire), produit des sporocystes qui génèrent des spores également mélanisées. La dispersion de ses spores est assurée notamment par des insectes de la famille des Lathridiidae, et probablement par de nombreuses autres espèces de coléoptères : en effet, l'aethalium de F. septica sert d'aliment à de nombreux insectes de la famille des Sphindidae, Eucinetidae, Scaphidiidae, et Leiodidae. Ils sont donc un précieux réservoir de biodiversité.
Fuligo septica croît en abondance après de fortes pluies sur le bois en décomposition (saprotrophe lignicole), notamment les troncs, les branches, mais aussi sur les tapis de feuilles mortes et d'autres substrats comme par exemple la partie inférieure des plantes vivantes (racines ou feuilles de végétaux), le tan (l'écorce de chêne concassée et humectée, utilisée en tannerie) et particulièrement sur les débris d'écorces,. Il se complaît également sur les tas de compost mais aussi dans les pelouses, souvent en association avec des mousses.
Des observations réalisées en 2016 au Texas donnent une idée du délai d'apparition de plasmodes après des épisodes humides : après des orages survenus le 17 et le 30 mars, puis une vague de chaleur du 3 au 5 avril suivant, les plasmodes sont apparus du 4 au 6 avril.

### Culture in vitro
En laboratoire, les conditions idéales de culture de Fuligo septica sont à un pH de 4,5 à 7,5 (optimum à 6-7), à une température de 18 à 30 °C (optimum de 25° à 30°), et sous atmosphère humide. Des tests comparatifs ont permis de déterminer que le meilleur substrat était un agar-agar phosphaté additionné de flocons d'avoine. L'exposition à la lumière solaire directe retarde légèrement la croissance et occasionne une dépigmentation, mais n'est pas fatale.
F. septica, bien que de culture assez aisée, reste moins souvent étudié en laboratoire que Physarum polycephalum, une autre espèce de mycétozoaire à plasmode assez similaire. 

### Résistance des spores
Les spores de F. septica perdent avec le temps de leur capacité à donner naissance à des plasmodes vigoureux : on a constaté que des spores vieilles de trois ans, même si elles germaient encore à 80 %, ne donnaient que des plasmodes atrophiés et fragiles.
Elles sont, en revanche, étonnamment résistantes à des conditions extrêmes : il a été démontré que des spores de F. septica sont restées parfaitement viables après un séjour de 9 heures dans la stratosphère sur un ballon de la NASA.

### Résistance aux métaux toxiques
D'un point de vue général, les Mycétozoaires présentent une grande résistance aux métaux ; Fuligo septica ayant une capacité particulièrement importante à résister au zinc. « Sa concentration est si élevée (4 000–20 000 ppm) qu’il est difficile d’imaginer qu’un organisme puisse le tolérer. » Ce mécanisme de résistance est méconnu : il a cependant été montré que le pigment jaune produit par F. septica appelé fuligorubine A pouvait avoir une activité de chélation des métaux et ainsi les convertir en une forme inactive.

## Parasitisme

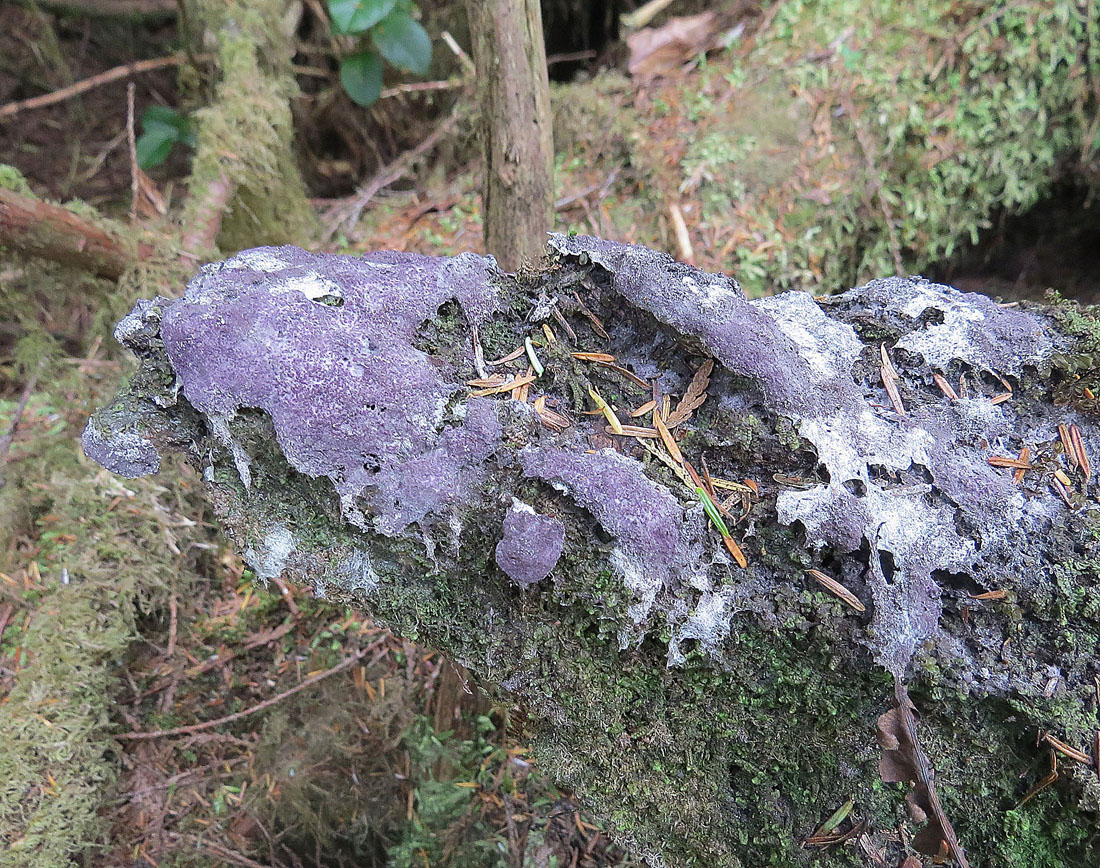
Nectriopsis violacea, parasitant Fuligo septica

Fuligo septica peut être parasité par Nectriopsis violacea, un microchampignon pathogène de la classe des Sordariomycetes qui lui est intimement inféodé. Il est caractérisé par des ascopores hyalins composés de deux cellules et des périthèces violets et globuleux.

## Pathogénicité chez l'humain

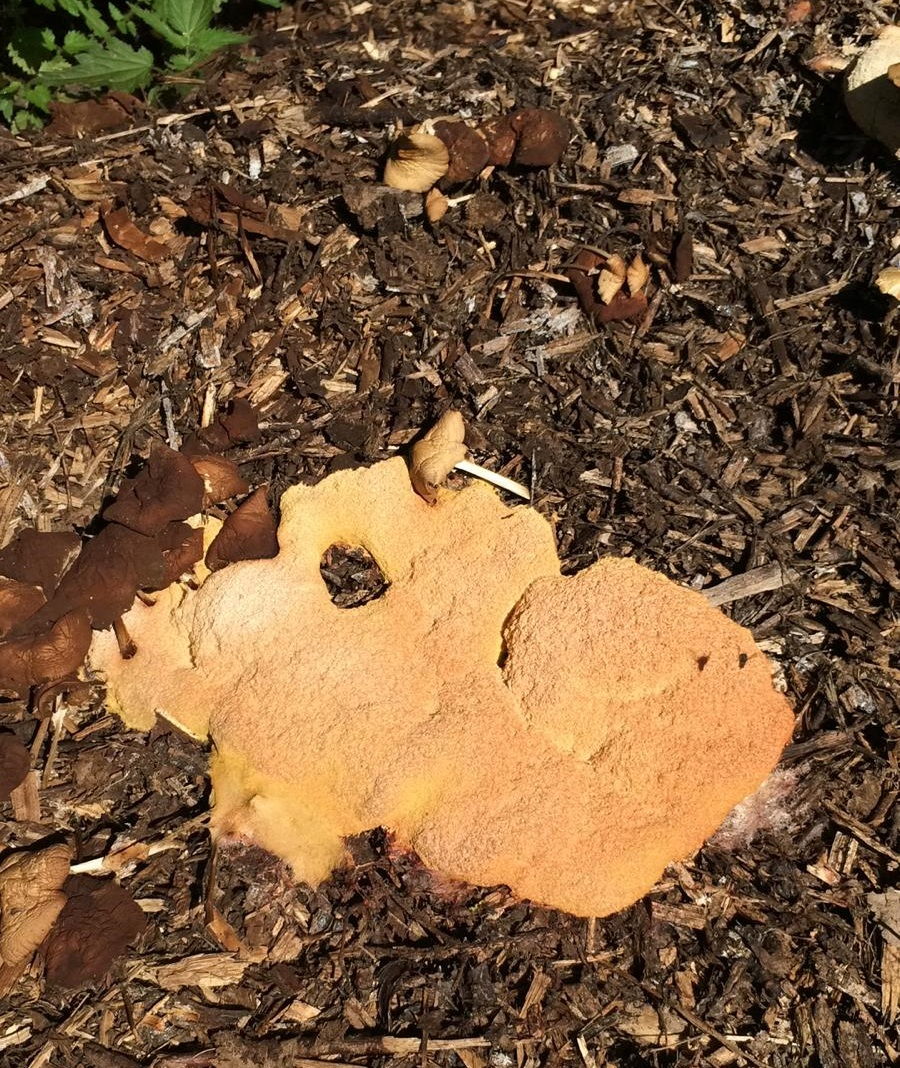
Fuligo rufa sur un tas de broyat en décomposition, Le Theil-en-Auge (14, Normandie), 14 septembre 2020

Cette espèce interagit peu avec l’humain, mais peut dans certains cas causer de l’asthme ou des rhinites allergiques chez les personnes sensibles,.

## Parasitisme agricole

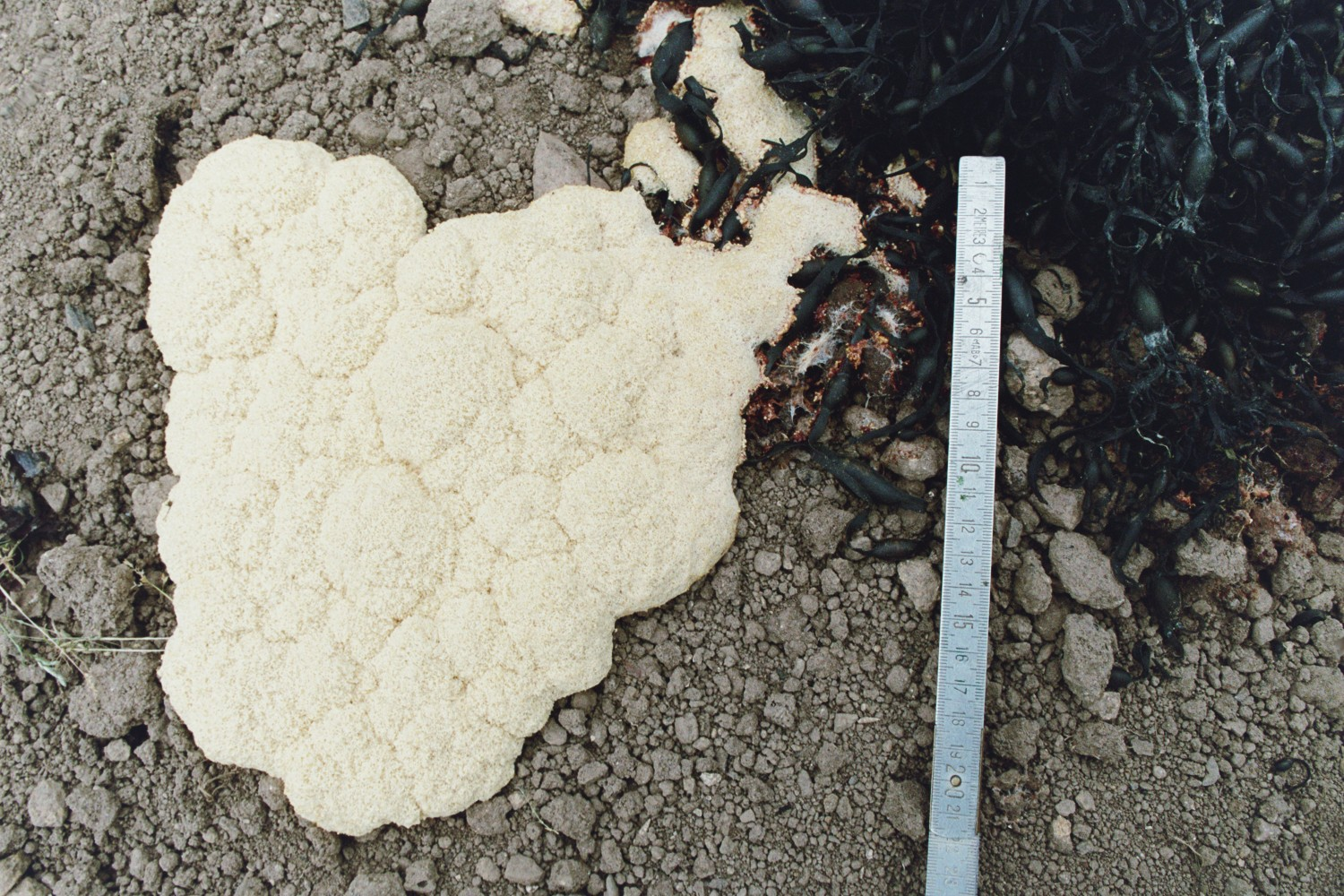
Fuligo candida, s'étalant sur de la terre de jardin fraîchement bêchée, à partir d'un tas de fumier de goémon.

Quoique Fuligo septica ne soit généralement pas considéré comme un organisme parasite, des cas de plasmodes de cette espèce colonisant des cultures alimentaires en climat humide ont été occasionnellement rapportés : ainsi, au Brésil pendant la saison des pluies, des cultures de laitue (Lactuca sativa L) et de panicaut fétide (Eryngium foetidum L.) ont déjà été infestées ; on rapporte également des cas de croissance de Fuligo septica sur le fraisier (Fragaria spp.) et la patate douce (Ipomoea batatas (L.) Lam.). En 2006, des spécimens cultivés de chou (Brassica oleracea var. acephala DC), de pastèque (Citrullus lanatus (Thumb.) Matsum & Nakai) et d'Alternanthera spp., une Chénopodiacée comestible tropicale, ont également été rapportés comme plante-hôte de F. septica au Brésil. 
Une étude sur des cas de croissance de F. septica dans des cultures de Dendrobium candidum, une plante médicinale utilisée en Chine, ont montré que le myxomycète ne prolifère pas directement sur la plante vivante mais lui fait concurrence.
F. septica a également été observé comme adventice dans des cultures de champignons comestibles, notamment à Taïwan et en particulier de champignons shiitaké (Lentinula edodes) à Singapour.

## Usages

### Dans l'alimentation humaine
En Europe, Fuligo septica n'est généralement pas considéré comme comestible, quoique sa consommation ne semble pas délétère. Dans d'autres parties du monde, on trouve quelques mentions sporadiques de son utilisation comme aliment par l'homme.
Au Mexique occidental, où il est connu sous les noms de Tamanda kuatsita (dans la langue des Purépechas du Michoacán) ou caca de luna, on en fait une espèce d'omelette assaisonnée d'oignons et de piment. Cuit, il aurait un goût rappelant l'amande. Dans le Mexique central, il serait consommé cru en accompagnement d'œufs frits. De manière générale, la consommation de Myxomycètes semble avoir été particulièrement développée chez les indigènes du Mexique, qui consomment aussi Reticularia lycoperdon, quoique l'usage de les consommer tende à reculer assez vite.
Fuligo septica a été également consommé par les Tsiganes de Russie en tant qu'aliment-remède permettant de prévenir ou guérir les diverses maladies et impuretés contractées par contact avec les non-Tsiganes.

### Composés actifs
Des extraits de F. septica présentent une activité antibiotique sur Bacillus subtilis et Candida albicans ainsi qu’un effet cytotoxique sur les cellules KB (une lignée cellulaire dérivée d’un carcinome du nasopharynx).
Le pigment de Fuligo septica (fuligorubine A) pourrait également être actif dans la photoréception et dans les processus de conversion énergétiques.

## Culture populaire
Fuligo septica a donné lieu à une multitude de superstitions et de théories populaires sur son origine, dans de nombreuses cultures, depuis au moins le Moyen Âge.
Les caractéristiques d'organismes tels que Fuligo septica semblent avoir inspirées les scénarios des films The Blob (1957), avec Steve Mc Queen, dans lequel un plasmode géant absorbe des individus humains dans un village de Pennsylvanie, et Life (2017), dirigé par Daniel Espinosa, où un groupe de cosmonautes découvre sur Mars un être unicellulaire, mucilagineux et intelligent.